# Tuffi ai XXI Giochi del Commonwealth - Piattaforma 10 metri maschile
Il concorso dei tuffi dalla piattaforma 10 metri maschile dei Giochi del Commonwealth di Gold Coast si è svolto il 14 aprile 2018.

## Risultati
In verde sono indicati i finalisti
| Class | Atleta           | Preliminare | Preliminare | Finale          | Finale          |
| Class | Atleta           | Punti       | Class       | Punti           | Class           |
| ----- | ---------------- | ----------- | ----------- | --------------- | --------------- |
|       | Domonic Bedggood | 393.75      | 4           | 451.15          | 1               |
|       | Matthew Dixon    | 429.70      | 1           | 449.55          | 2               |
|       | Vincent Riendeau | 371.15      | 8           | 425.40          | 3               |
| 4     | Noah Williams    | 427.25      | 2           | 405.85          | 4               |
| 5     | Lucas Thomson    | 321.65      | 10          | 402.80          | 5               |
| 6     | Aidan Heslop     | 385.10      | 5           | 395.95          | 6               |
| 7     | Declan Stacey    | 401.75      | 3           | 393.20          | 7               |
| 8     | Rylan Wiens      | 359.60      | 9           | 370.30          | 8               |
| 9     | Chew Yiwei       | 382.55      | 6           | 362.10          | 9               |
| 10    | Matthew Barnard  | 319.95      | 11          | 350.35          | 10              |
| 11    | Matthew Lee      | 380.85      | 7           | 341.20          | 11              |
| 12    | Tyler Henschel   | 313.35      | 12          | 320.85          | 12              |
| 13    | Sahan Peiris     | 181.00      | 13          | Did not advance | Did not advance |